# Кодування (медицина)
Кодува́ння — узагальнений термін у наркології, що позначає наукоподібне оформлення методів навіювання з метою лікування тютюнової, алкогольної та наркотичної залежності «за один сеанс». Ці методи застосовуються в Україні та на пострадянському просторі й пов'язані з навіюванням хворому загрози смерті у разі, якщо він вживатиме знову алкоголь або наркотик. Вони не мають «наукового обґрунтування», однак 14 % лікарів-наркологів, наприклад, Російської Федерації, вважають їх ефективними або «відносно ефективними».
Кодування використовує так званий «плацебо-ефект», тобто віру пацієнта в дієвість психологічного впливу. «Кодування в наркології» являє собою модифіковану «гіпносугестивну терапію». Внісши в цю методику певні зміни, Олександр Довженко поширив на велику групу хворих практику лікування алкогольної залежності гіпносугестивною терапією. Колишнє Міністерство охорони здоров'я СРСР підтримало цей метод через те, що не треба було витрачати кошти на медичне обладнання.

## Методи кодування
Євген Крупицький виділяє такі види науковості в наркології:
- фармакологічно декороване шаманство: «Торпедо», «Еспераль», «Блок» тощо;
- інструментально декороване шаманство: магнітно-резонансна терапія, транскраніальна стимуляція тощо;
- психотерапевтично декороване шаманство: кодування, відеокасети тощо.

Але багато клінік в Україні використовують та стверджують на єфективність таких методів. 

## Історія
Почав використовувати термін «кодування» Олександр Довженко (номер патенту SU 1165392 А «Спосіб лікування хронічного алкоголізму»). Цитата з патенту Олександра Довженко: «Спосіб лікування хронічного алкоголізму зі створенням негативного умовного рефлексу на алкоголь, який відрізняється тим, що, з метою скорочення термінів лікування та запобігання інтоксикації організму, через 2-2,5 роки після початку створення негативного умовного рефлексу хворому проводять подразнення блукаючого і трійчастого нервів шляхом механічного натискання на „точки Валє“ протягом 2-5 секунд, потім зрошують поверхню горлянки і порожнину рота хлоретілом у кількості 0,2−0,3 міліграми протягом 1-2 секунд».
Механізм дії полягає в тому, що лікар «переконливо говорить» своєму пацієнтові: «Якщо вип'єш — помреш». Ці методи використовують «невідання людей» та їхню «віру» для підтримки страху, який змушує людей утримуватися від вживання алкоголю. «Підшивка» діє не в тілі хворого, а в терапевтичному співтоваристві, яке існує на зразок релігійної секти, індоктринуючі вірування необхідні для контролю, через організований соціальний ритуал. Контроль цей має оманливо-добровільний характер, оскільки заснований на ілюзії контрактних відносин. Його механізм полягає в професійно організованому впливі на тіло пацієнта, а також його сім'ю, фінанси та спосіб життя. Найбільш парадоксальним й одночасно найтиповішим у цьому маніпулятивному механізмі є загроза смерті, яку через посередництво лікаря-професіонала застосовує до самого себе пацієнт.
Суспільство в цілому не поінформоване про те, що практика «кодування», «підшивки» та інших різновидів «плацебо-лікування» є шарлатанськими маніпуляціями, заснованими на порушенні лікарської етики й прав пацієнта, його залякуванні й не наданні пацієнтові вірогідної інформації про його захворювання та про науково-обґрунтовані методи лікування. Контент-аналіз запатентованих методів лікування залежності в колишньому СРСР і Російській Федерації виявив переважання втручань з одноразовим впливом на ЦНС. Значна частина їх становить небезпеку для пацієнтів і є химерною й науково необґрунтованою. Велика частина запропонованих і запатентованих методів лікування залежностей в Росії псевдонаукові та являють собою так звану плацебо-терапію. Подібні види впливу практикуються тільки в РФ і деяких посттоталітарних країнах СНД й суперечать світовій практиці лікування наркологічних хворих.

## Аквілонг
Дисульфірам здатний затримуватися в тканинах людського організму протягом тривалого часу і вступати в реакцію не тільки з етиловим спиртом, а й з ацетальдегідом — основною похідною його обміну.